# 三輪色夫
三輪 色夫（みわ の しこぶ、生没年不詳）は、飛鳥時代（7世紀前半）の豪族。姓は君で色夫君とも表記される。

## 出自
三輪君は大和国城上郡大神郷（現在の奈良県桜井市三輪町）を根拠地とした氏族で、『記紀』によると、崇神天皇の時代に三輪山の大物主神を祭ったという大田田根子を始祖としている。『新撰姓氏録』「大和国神別」には、素佐能雄命の六世孫、大国主神の後裔であるとしている。
『日本書紀』には雄略天皇の時、天皇の迫害を恐れて御馬皇子が三輪君身狭の許に身を寄せようとしたとある。色夫君の近親一族としては、三輪逆は敏達天皇の側近であった。舒明天皇8年（636年）3月条に三輪小鷦鷯、皇極天皇2年（643年）に山背大兄王の従者で、三輪文屋のことが記されてあり、同じ孝徳天皇の時代には、大化元年（645年）7月10日条に三輪栗隈君東人の任那派遣のことが語られている。

## 記録
『書紀』巻第二十五によると、大化元年（645年）8月、孝徳天皇は蘇我馬子に命じて仏教を保護させた敏達・推古両天皇の例にならい、十師を定めて僧を指導したとあり、更に三輪色夫は額田部甥らとともに法頭になっている。
その後、大化5年（649年）、天皇の命で大山上の掃部角麻呂とともに新羅に派遣されている（この時の冠位は小花下）。同年、新羅の王は王族の金多遂を派遣して人質とした。
のちに三輪氏は大三輪氏（大神氏）と改氏している。『書紀』第二十九によると、天武天皇13年（684年）、八色の姓で大三輪氏は朝臣を賜姓されている。